# TvN 금토 드라마

tvN 금토 드라마는 tvN에서 매주 금요일부터 토요일에 방송 중인 드라마 프로그램이다.

## 개요
미니 시리즈 드라마 형식으로 방송 중이다.

## 방송 시간
| 방송 채널 | 방송 기간                           | 방송 시간                           | 방송 분량 |
| --------- | ----------------------------------- | ----------------------------------- | --------- |
| tvN       | 2013년 10월 18일 ~ 2013년 12월 28일 | 매주 금요일 ~ 토요일 오후 8시 50분  |           |
| tvN       | 2014년 1월 28일 ~ 2014년 10월 11일  | 매주 금요일 ~ 토요일 오후 8시 40분  |           |
| tvN       | 2014년 10월 17일 ~ 2015년 10월 17일 | 매주 금요일 ~ 토요일 오후 8시 30분  |           |
| tvN       | 2015년 11월 6일 ~ 2016년 1월 16일   | 매주 금요일 ~ 토요일 오후 7시 50분  |           |
| tvN       | 2016년 1월 22일 ~ 2016년 8월 27일   | 매주 금요일 ~ 토요일 오후 8시 30분  |           |
| tvN       | 2016년 9월 23일 ~ 2017년 4월 29일   | 매주 금요일 ~ 토요일 오후 8시       |           |
| tvN       | 2017년 5월 12일 ~ 2017년 6월 3일    | 매주 금요일 ~ 토요일 오후 8시 30분  |           |
| tvN       | 2021년 6월 18일 ~ 2021년 10월 30일  | 매주 금요일 ~ 토요일 오후 10시 50분 |           |
| tvN       | 2021년 11월 5일 ~ 2022년 11월 5일   | 매주 금요일 ~ 토요일 오후 10시 40분 |           |

## 프로그램 리스트
- 아래 프로그램은 2002년 11월 이후 시청 가능 연령을 표시하는 드라마 프로그램 등급 제도를 의무적으로 시행하여 현재까지 이어지고 있습니다.
- 2017년 3월 1일부터 TV 프로그램 등급 표시 외에 주제, 폭력성, 선정성, 언어, 모방 위험 등 분류 사유 표시를 의무적으로 시행하고 있습니다.

### 2010년대

#### 2013년
- 《응답하라 1994》 : 2013년 10월 18일 ~ 2013년 12월 28일

#### 2014년
- 《응급남녀》 : 2014년 1월 24일 ~ 2014년 4월 5일
- 《갑동이》 : 2014년 4월 11일 ~ 2014년 6월 21일
- 《연애 말고 결혼》 : 2014년 7월 4일 ~ 2014년 8월 23일
- 《아홉수 소년》 : 2014년 8월 29일  ~ 2014년 10월 11일
- 《미생》 : 2014년 10월 17일 ~ 2014년 12월 20일 (tvN 8주년 특별 기획 드라마로 방송)

#### 2015년
- 《하트 투 하트》 : 2015년 1월 9일 ~ 2015년 3월 7일
- 《슈퍼대디 열》 : 2015년 3월 13일 ~ 2015년 5월 2일
- 《구여친클럽》 : 2015년 5월 8일 ~ 2015년 6월 13일
- 《오 나의 귀신님》 : 2015년 7월 3일 ~ 2015년 8월 22일
- 《두번째 스무살》 : 2015년 8월 28일 ~ 2015년 10월 17일
- 《응답하라 1988》 : 2015년 11월 6일 ~ 2016년 1월 16일

#### 2016년

##### 금토 드라마
- 《시그널》 : 2016년 1월 22일 ~ 2016년 3월 12일
- 《기억》 : 2016년 3월 18일 ~ 2016년 5월 7일
- 《디어 마이 프렌즈》 : 2016년 5월 13일 ~ 2016년 7월 2일
- 《굿 와이프》 : 2016년 7월 8일 ~ 2016년 8월 27일
- 《THE K2》 : 2016년 9월 23일 ~ 2016년 11월 12일
- 《쓸쓸하고 찬란하神 - 도깨비》 : 2016년 12월 2일 ~ 2017년 1월 21일

##### 불금불토 드라마
- 《신데렐라와 네 명의 기사》 : 2016년 8월 12일 ~ 2016년 10월 1일
- 《안투라지》 : 2016년 11월 4일 ~ 2016년 12월 24일

#### 2017년
- 《내일 그대와》 : 2017년 2월 3일 ~ 2017년 3월 25일
- 《시카고 타자기》 : 2017년 4월 7일 ~ 2017년 6월 3일

### 2020년대

#### 2021년
- 《보이스 4》 : 2021년 6월 18일 ~ 2021년 7월 31일
- 《유미의 세포들》 : 2021년 9월 17일 ~ 2021년 10월 30일
- 《해피니스》 : 2021년 11월 5일 ~ 2021년 12월 11일
- 《배드 앤 크레이지》 : 2021년 12월 17일 ~ 2022년 1월 28일

#### 2022년
- 《별똥별》 : 2022년 4월 22일 ~ 2022년 6월 11일
- 《블라인드》 : 2022년 9월 16일 ~ 2022년 11월 5일

## 경쟁 프로그램
- KBS 2TV 금토 드라마
- MBC 금토 드라마
- SBS 금토 드라마
- TV조선 금토 드라마
- JTBC 금토 드라마
- 채널A 금토 드라마
- MBN 금토 드라마
- ENA 금토 드라마